# تشاقر (مقاطعة فراهان)
تشاقر (بالفارسية: چاقر) هي مستوطنة تقع في Khenejin District في إيران. يقدر عدد سكانها بـ 171 نسمة بحسب إحصاء 2016.